# (10792) Ecuador
(10792) Ecuador (1992 CQ2) – planetoida z grupy pasa głównego asteroid okrążająca Słońce w ciągu 5,38 lat w średniej odległości 3,07 j.a. Odkryta 2 lutego 1992 roku.